# Chioninia vaillantii
Espèce
Synonymes
- Mabuia vaillanti Boulenger, 1887
- Mabuya vaillanti (Boulenger, 1887)

Statut de conservation UICN

 EN B1ab(iii)+2ab(iii) : En danger
Chioninia vaillantii est une espèce de sauriens de la famille des Scincidae.

## Répartition
Cette espèce est endémique des îles du Cap-Vert.

## Liste des sous-espèces
Selon The Reptile Database (7 août 2012) :
- Chioninia vaillantii vaillanti (Boulenger, 1887)
- Chioninia vaillantii xanthotis Miralles, Vasconcelos, Perera, Harris & Carranza, 2010

## Étymologie
Cette espèce est nommée en l'honneur de Léon Vaillant.

## Publications originales
- (en) Boulenger, 1887 : Catalogue of the Lizards in the British Museum (Nat. Hist.) III. Lacertidae, Gerrhosauridae, Scincidae, Anelytropsidae, Dibamidae, Chamaeleontidae. London, p. 1-575 (texte intégral).
- (en) Miralles, Vasconcelos, Perera, Harris & Carranza, 2010 : An integrative taxonomic revision of the Cape Verdean skinks (Squamata, Scincidae). Zoologica Scripta, vol. 40, no 1, p. 16-44.